# متلازمة ميلاس
متلازمة ميلاس (بالإنجليزية: MELAS syndrome)‏ «اعتلال عضلة الدماغ بالميتوكوندريا مع الحماض اللبني، ونوبات تشبه السكتة الدماغية» (بالإنجليزية: Mitochondrial Encephalopathy, Lactic Acidosis, and Stroke-like episodes)‏ تُعرف بأنها إحدى أمراض الميتوكوندريا الوراثية، التي تشمل أيضا نوعا من الصرع يدعى ميرف (MERRF) = (Myoclonus Epilepsy with Ragged Red Fibers) ، واعتلال الأعصاب البصرية بوراثية ليبر (Leber's hereditary optic atrophy). وقد عرف بهذا الاسم في عام 1984.
إحدى سمات هذه الأمراض هو أن سببها عيوب في جينوم الميتوكوندريا الذي يورث غالبا من الأم.
ومن المهم لنا معرفة أن الكثير من الحمض النووي في الميتوكوندريا يستخدم لتصنيع البروتينات المشاركة في وظيفة الميتوكوندريا الرئيسية وهي إنتاج الطاقة في أجسامنا.
على هذا النحو، يمكن للطفرات في هذه البروتينات أن تؤدي إلى اضطرابات الميتوكوندريا..

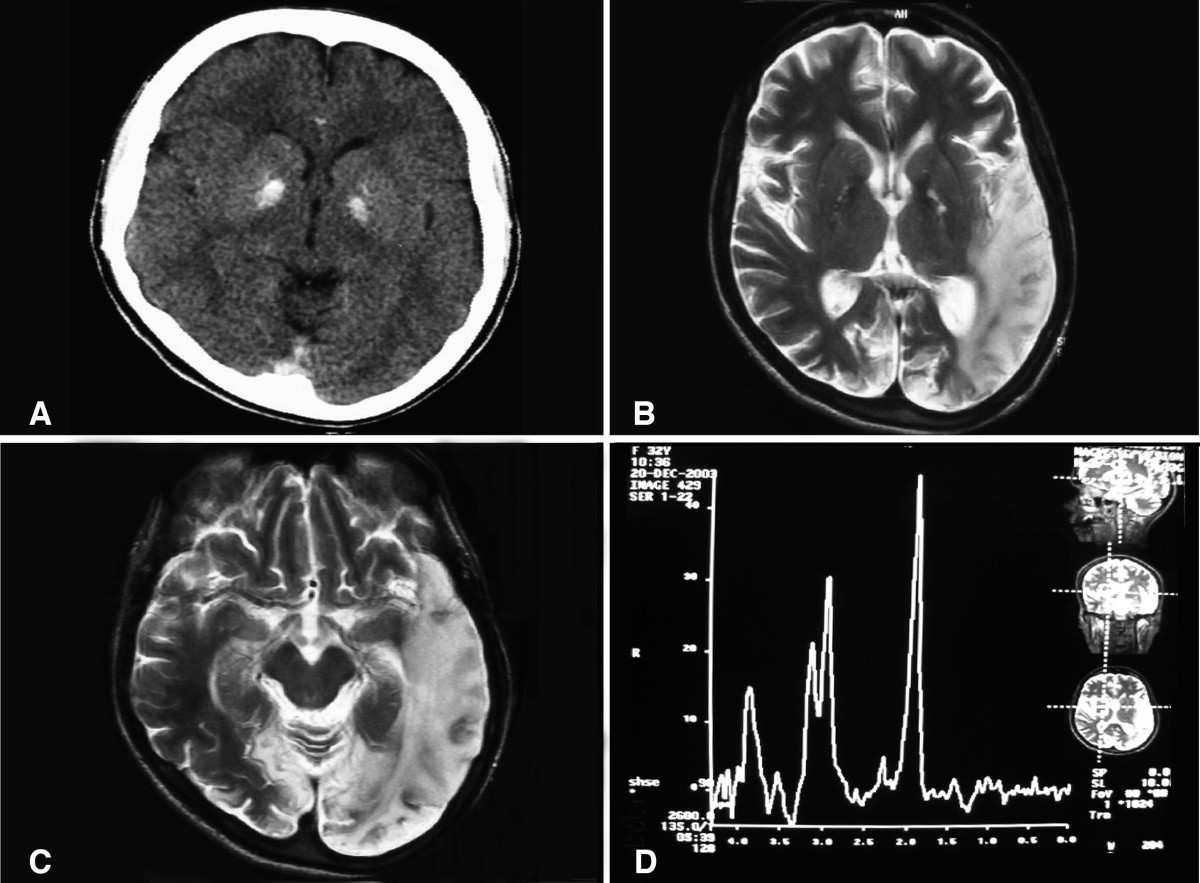
مقطع عرضى لآشعة على المخ تظهر تكلسات في المخ وضمور المخيخ لأحد مصابى ميلاس

## معدل الحدوث والنسب
معدل حالات الإصابة بمتلازمة ميلاس غير معروف حتى الآن، ، إلا أن معدل مجموع الأمراض الناجمة عن اضطرابات في الميتوكوندريا يصل إلى شخص واحد لكل 4000 شخص.

## الوراثة
هو مرض وراثي يحدث كنتيجة للخلل في المادة الجينية حمض نووي ريبوزي منقوص الأكسجين للميتوكوندريا والتي توجد خارج النواة.
بعض الجينات ( MT- ND1 ، MT- ND5 ) المتضررة في ميلاس هي شفرات لتصنيع البروتينات في الميتوكوندريا، التي تساعد على تحويل الأوكسجين والسكريات البسيطة إلى طاقة.
و كذلك جينات أخرى (MT -TH ، MT- TL1 ، وMT- TV) هي ترميز الميتوكوندريا لتصنيع الرنا النقال (tRNAs).
تسبب الطفرات في MT- TL1 أكثر من 80 في المئة من جميع حالات ميلاس، ذلك أنها تنال من قدرة الميتوكوندريا في صنع البروتينات، واستخدام الأوكسجين، وإنتاج الطاقة.
حتى الآن لم يحدد الباحثون كيف يمكن للتغييرات في الحمض النووي أن تؤدي إلى أعراض ميلاس بالتحديد. إلا أنهم توصلوا بالتحقيق إلى آثار الطفرات الجينية للميتوكوندريا في الأنسجة المختلفة، وخاصة في المخ.
ينتقل غالبًا من الأم إلى الأبناء - قد لا تعانى الأم من أي أعراض - حيث يمكن أن تظهر اضطرابات الميتوكوندريا في كل جيل من العائلة ويمكن أن تؤثر على كل من الذكور والإناث، ولكن الأب لا يمرر صفات الميتوكوندريا لأطفاله.
مما يعنى أنه في معظم الحالات يرث المصابون الطفرات الجينية في الميتوكوندريا من أمهاتهم ولكن في حالات أقل شيوعا تحدث الطفرة في الشخص المصاب نفسه بدون وجود تاريخ مرضى في عائلته من قبل .

## الفئة العمرية الأكثر عرضه للإصابة بالمرض
يمكن أن تؤثر - في كلا الجنسين - خلال أعمار مختلفة، بدءاً من سن (4) إلى سن (40) أو أكثر.
لكن معظم المرضى هم أصغر من سن العشرين .

## أعراض المرض
تؤثر متلازمة ميلاس على العديد من أجهزة الجسم، خصوصا المخ والجهاز العصبي والعضلات. في معظم الحالات، تظهر علامات وأعراض هذا الاضطراب في مرحلة الطفولة. ويمكن أن تشمل الأعراض المبكرة ضعف العضلات والألم والصداع المتكرر، وفقدان الشهية، والقيء ،و التشنجات .
الأفراد المصابون يكونون الأكثر تضرراً من نوبات السكتة الدماغيةإذا بدأت عندهم تلك النوبات قبل سن 40 عام. مثل هذه النوبات غالباً ما تنطوي على ضعف مؤقت في العضلات على جانب واحد من الجسم، وتغيرات الوعي ،و تشوهات الرؤية، والتهابات المخ، وتشنجات، وصداع شديد يشبه كثيراً الصداع النصفي. تكرار نوبات السكتة الدماغية يمكن أن يؤدى إلى تلف تدريجي في المخ، مما يؤدي إلى فقدان الرؤية، ومشاكل في الحركة، وفقدان الوظيفة الفكرية (الخرف) .و قد تشخص نوبات السكتة الدماغية خطأً على أنها حالات صرع إذا كان الطبيب المعالج ليس على دراية كافية بأعراض وتشخيص حالة ميلاس .
كما تؤدى متلازمة ميلاس إلى زيادة مستوى حمض اللاكتيك في الدم مما يؤدى إلى زيادة حموضة الدم
الذي يؤدي بدوره إلى التقيؤ، وآلام في البطن، والتعب الشديد، وضعف العضلات، وفقدان السيطرة على الأمعاء، وصعوبة في التنفس .

### الأعراض الأقل شيوعا
قد تواجه تشنجات لا إرادية في العضلات، وضعف التحكم في حركة الجسم(ترنح وعدم إتزان عند الحركة)، وفقدان السمع ومشكلات في القلب والكلى والسكري والصرع، والاختلالات الهرمونية.
بعض الأعراض تكون مماثلة لتلك التي في متلازمة كيرنز - ساير.

## التشخيص
- التاريخ المرضي والفحص الطبي .
- الرنين المغناطيسي على المخ .

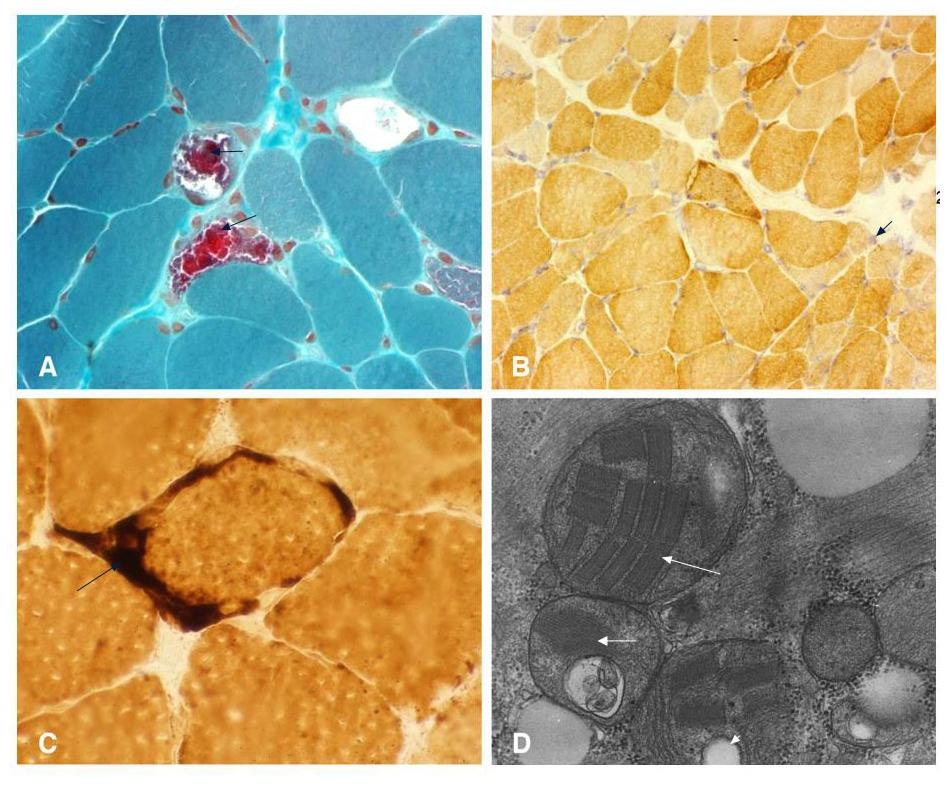
عينة من العضلات من شخص مصاب بميلاس (أ) تظهرالألياف الحمراء الممزقة (رأس السهم).(ب)السيتوكروم ج أوكسيديز تبين الألياف أكثر قتامة،وعدد قليل من الألياف مع مجموعات غير طبيعية من الميتوكوندريا (رأس السهم) من النوع 1. ملاحظة الألياف السلبية السيتوكروم أوكسيديز كما يرى عادة فيالميتوكوندريا ،حمض الكتيك والسكتة الدماغية.(ج) سكسينات نازعة يظهر عدد قليل من الألياف الزرقاء خشنة ومكثفة في الميتوكوندريا في الأوعية الدموية (السهم) .(د) المجهر الإلكتروني تظهر مجموعة غير طبيعية من الميتوكوندريا مع شوائب paracrystalline (رأس السه) ،و فجوات الميتوكوندريا (رأس السهم الصغير) .. مجلة تقارير الحالات الطبية 2009

- أخذ عينة من العضلات : تظهر ألياف حمراء رقيقة.
- أخذ عينة من المخ : تظهر تبدلات شبيهة بتلك الناجمة عن النشبة (سكتة) .

## الوقايةوالعلاج
لا توجد طرق للوقاية كما لا يوجد علاج معروف لهذا المرض الذي يتقدم يوماً بعد يوم بصورة مخيفة وقاتلة . وحتى الآن تعالج أعراض المرض فقط وفقا لما تأثر من مناطق الجسم في وقت معين . وقد استخدمت الإنزيمات والأحماض الأمينية ومضادات الأكسدة والفيتامينات ، ولكن لم تُسَجل نجاحات متسقة عنها.
قد تستخدم بعض الأدوية لتخفيف الأعراض مثل : فيتامين ب. فيتامين ك. ليفو كرياتينين. الصوديوم دي كلورو أسيتات .
و على الرغم من أنه لم ينتج عن أي محاولات فوائد طويلة الأمد فقد أعطى تغيير الحمية الغذائية الأمل لمرضى متلازمة ميلاس .
وقد وجد أن الـ CoQ10 مفيدة لبعض مرضى الميلاس . وقد استخدم النيكوتيناميد كمعقد يقبل الإلكترونات من NADH وينقل الإلكترونات إلى CoQ10 وفي نهاية المطاف .
و تم التوصل إلى أن الريبوفلافين يؤدى إلى تحسين وظيفة المرضى الذين يعانون من نقص L-complex وطفرةالـ 3250T -C.
كما أن إعطاء L- أرجينين خلال الفترات الحادة من الأعراض قد يمثل علاجا جديدا محتملا لهذه المتلازمة للحد من تلف في الدماغ نتيجة لقلة توسع الأوعية الدموية الشريانية داخل المخ نتيجة استنفاد أكسيد النيتريك.
وهناك أيضا تقرير حالة مرضية تم فيها استخدام السكسينات بنجاح لعلاج التشنجات الخارجة عن السيطرة في مرضى ميلاس، على الرغم من أن هذا النمط من المعالجة لا يزال يلزمه تحقيقات شاملة أو توصيات على نطاق واسع .

## وصلات خارجية
- melas على جين تيستز التابع لمعاهد الصحة الوطنية الأمريكية/جامعة واشنطن